# Stazione di Sesto al Reghena
La stazione di Sesto al Reghena era una fermata ferroviaria, fino al 1959 stazione, posta sulla linea San Vito al Tagliamento-Motta di Livenza. Serviva la frazione di Marignana del comune di Sesto al Reghena.

## Storia
La stazione venne inaugurata il 30 giugno 1913 con gli altri impianti presenti sulla tratta in concomitanza con l'apertura al servizio della linea.
Durante la seconda guerra mondiale il 9 aprite 1945 si contarono 2 feriti per il lancio di bombe a scoppio ritardato lanciate su di essa.
Inoltre vennero incendiate anche 4 ALn 556 Littorine dirette in Germania.
Nel 1959 tutti gli impianti sulla linea vennero trasformati in fermate (ad eccezione di Pravisdomini che lo era già).
Venne chiusa al traffico passeggeri il 1º agosto 1967 con la chiusura al traffico di tutta la linea mentre quello merci sopravvisse fino al 1978. L'impianto venne definitivamente soppresso il 15 aprile 1987 con la soppressione della tratta.

## Strutture e impianti

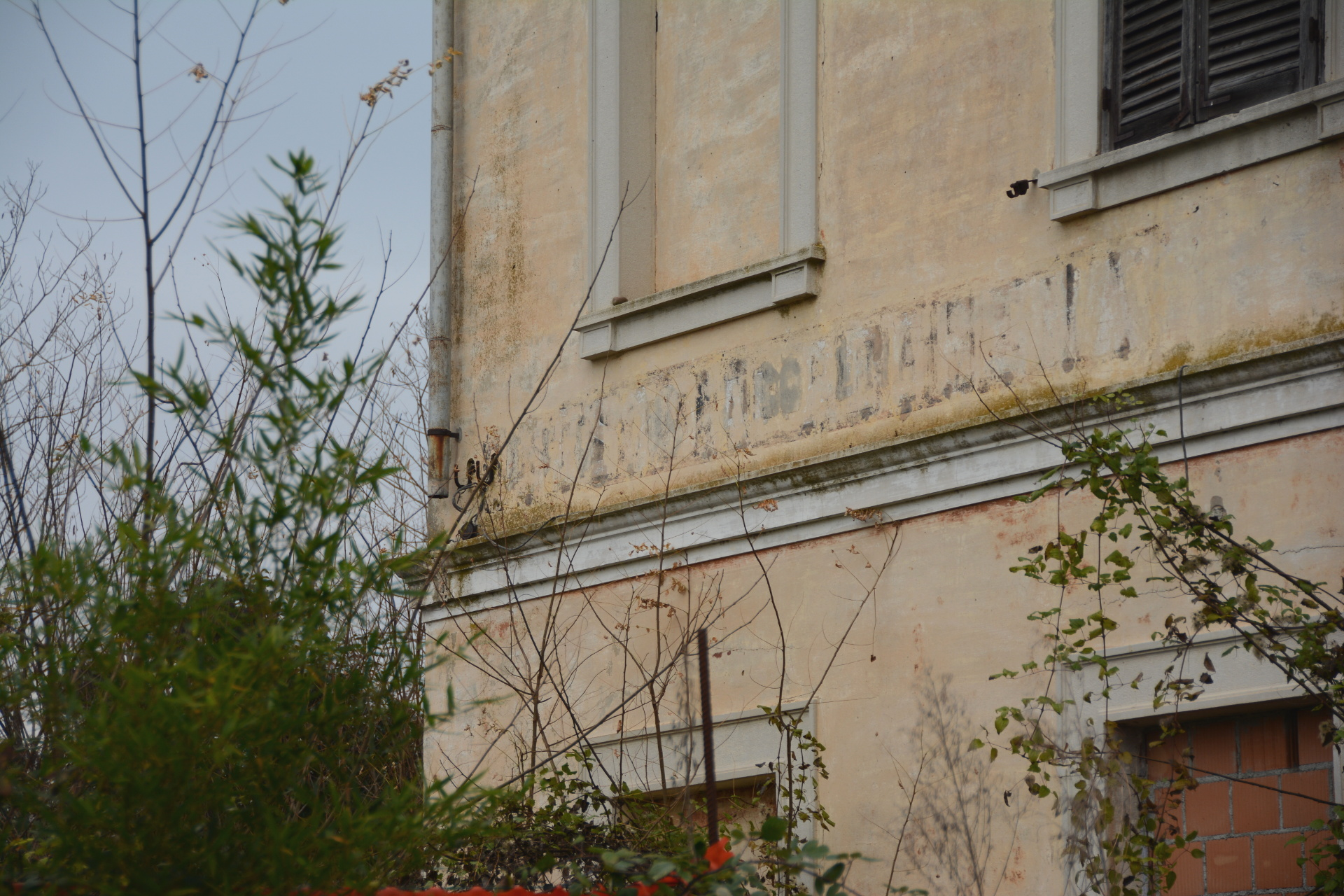
Particolare dell'indicazione della stazione

Il piazzale dispone ancora dei due binari, anche se invasi quasi totalmente dalla vegetazione spontanea, come rovi e piccoli alberi. L'interno del fabbricato viaggiatori conserva ancora l'originale biglietteria, con tanto di sportelli, seppure in stato di profondo degrado, e la sala d'aspetto anche se priva di arredi.
L'attiguo scalo merci, dispone ancora del binario di carico, ma il tetto del magazzino è totalmente crollato. L'area è parzialmente ricoperta dalla vegetazione spontanea.
A dicembre 2014, l'area esterna è transennata e l'accesso all'interno della stazione è interdetto. Le aree non transennate comunque sono ricoperte dalla vegetazione spontanea. L'accesso all'interno del fabbricato è impossibile dato che porte e finestre sono state chiuse con mattoni e cemento.
Sulla parete è visibile l'area in cui era riportato il nome della stazione ma risulta ormai illeggibile.

## Servizi
La stazione disponeva di:
- Biglietteria a sportello
- Sala d'attesa